# Fabien Sanchez
Fabien Sanchez (Hyères, 30 maart 1983) is een voormalig Frans wielrenner die vooral actief was op de baan. In 2001 werd hij wereldkampioen ploegenachtervolging bij de junioren. Sanchez reed bij La Française des Jeux en Cofidis. 

## Belangrijkste overwinningen
2001
- Wereldkampioen Ploegenachtervolging, Junioren (+ Sébastien Gréau, Aurélien Mingot, Kevin Gouellain)

2003
- 3e Wereldkampioenschap Ploegenachtervolging, Elite (+ Franck Perque, Fabien Merciris, Jérôme Neuville)
- 3e Frans kampioenschap Achtervolging, Elite

2004
- Frans kampioen Achtervolging (baan), Elite

2005
- Frans kampioen Ploegenachtervolging (baan), Elite (+ Matthieu Ladagnous, Anthony Langella, Mickaël Malle)
- 2e Frans kampioenschap Achtervolging, Elite

2007
- Frans kampioen Achtervolging, Elite
- 2e Frans kampioenschap Puntenkoers, Elite
- 3e Frans kampioenschap Ploegenachtervolging, Elite (+ Arnaud Depreeuw, Yann Meulemans, Jean-Marc Maurin)

2008
- Frans kampioen Puntenkoers, Elite
- 3e Frans Kampioenschap Achtervolging, Elite

## Tourdeelnames
geen